# Kevin Coyne
Kevin Coyne (27 janvier 1944 à Derby au Royaume-Uni - 2 décembre 2004 à Nuremberg en Allemagne) est un auteur-compositeur-interprète anglais.
Il est décédé d'une fibrose du poumon.

## Discographie

### Albums
En solo et avec son groupe
- Voice Of The Outsider: The Best of Kevin Coyne – 2014
- I Want My Crown: the Anthology (coffret CD) – 2010
- On Air – 2008 (Live à Radio Bremen, 18 août 1975)
- Underground – 2006
- One Day in Chicago (avec Jon Langford) – 2005
- Donut City – 2004
- Carnival – 2002
- Life is Almost Wonderful (avec Brendan Croker) – 2002
- Room full of Fools – 2000
- Sugar Candy Taxi – 2000
- Bittersweet Lovesongs – 2000
- Live Rough and More – 1997
- Knocking on Your Brain – 1997
- The Adventures of Crazy Frank – 1995
- Elvira: Songs from the Archives 1979–83 – 1994
- Sign of the Times – 1994
- Tough and Sweet – 1993
- Burning Head – 1992
- Wild Tiger Love – 1991
- Peel Sessions – 1991
- Romance – Romance – 1990
- Everybody's naked – 1989
- Stumbling on to Paradise – 1987
- Rough – 1985
- Legless In Manila – 1984
- Beautiful Extremes et cetera – 1983
- Politicz – 1982
- Live in Berlin – 1981
- Pointing the Finger – 1981
- The Dandelion Years – 1981
- Sanity Stomp (avec Robert Wyatt) – 1980
- Bursting Bubbles – 1980
- Millionaires and Teddy Bears – 1979
- Dynamite Daze – 1978
- Beautiful Extremes – 1977
- In Living Black and White – 1977
- Heartburn – 1976
- Let's Have A Party – 1976
- Matching Head and Feet – 1975
- Blame It on the Night – 1974
- Marjory Razorblade – 1973
- Case History – 1972
- The Club Rondo – 1995 (avec des enregistrements datant de  1969/1971)
- Let's do it – 1994 (avec des enregistrements datant de  1969/1970)
- Rabbits – 1994 (avec des enregistrements datant de  1969/70)

Avec Siren
- Strange Locomotion – 1971
- Siren – 1969

Avec Dagmar Krause
- Babble – Songs for Lonely Lovers – 1979

### Singles
- Mandy Lee / Bottle Up and Go – 1969
- The Stride / I Wonder Where – 1969
- Ze-Ze-Ze-Ze / And I Wonder – 1970
- Strange Locomotion / I'm All Aching – 1971
- Cheat Me / Flowering Cherry – 1972
- Marlene / Everybody Says – 1973
- Lovesick Fool / Sea of Love – 1973
- Marlene / Sea of Love – 1973
- Marlene / Jackie and Edna – 1973
- I Believe in Love / Queenie Queenie Caroline – 1974
- Rock 'n' Roll Hymn / It's Not Me – 1975
- Saviour / Rock 'n' Roll Hymn – 1975
- Lorna / Let's Have A Party – 1975
- Let's Have A Party / Lorna – 1975
- Saviour / Lonely Lovers – 1975
- Don't Make Waves / Mona Where's My Trousers – 1976
- Walk on By / Shangri-la – 1976
- Fever / Daddy – 1976
- Marlene / England Is Dying – 1977
- Amsterdam / I Really Love You – 1978
- I'll Go Too / Having A Party – 1979
- So Strange / Father, Dear Father – 1982
- Happy Holiday (Open and Close) / Pretty Park – 1985